# Rangsiya Nisaisom
Rangsiya Nisaisom (11 de junio de 1994) es una deportista tailandesa que compitió en taekwondo. Ganó una medalla de oro en el Campeonato Mundial de Taekwondo de 2011, y una medalla de bronce en los Juegos Asiáticos de 2014.

## Palmarés internacional
| Campeonato Mundial | Campeonato Mundial       | Campeonato Mundial | Campeonato Mundial |
| Año                | Lugar                    | Medalla            | Categoría          |
| ------------------ | ------------------------ | ------------------ | ------------------ |
| 2011               | Gyeongju (Corea del Sur) | Medalla de oro     | –62 kg             |
| Juegos Asiáticos   |                          |                    |                    |
| Año                | Lugar                    | Medalla            | Categoría          |
| 2014               | Incheon (Corea del Sur)  | Medalla de bronce  | –57 kg             |